# Youcef Ouldyassia
Youcef Ouldyassia, né le 3 mai 1974 à Bretigny-sur-Orge, est un ancien joueur de basket-ball professionnel français. Il mesure 1,94 m.

## Biographie
À la fin de sa carrière de basketteur professionnel, Youcef Ouldyassia s'est reconverti dans le journalisme.  En 2005, il obtient son BTS Communication dans le cadre du Congé individuel de formation. Par la suite, il entre à Infosport/TPS parallèlement à la fin de sa carrière à Tremblay et Levallois en (Nationale 3).
De 2007 à 2012, il présente l'émission Talents d'Afrique sur Canal+ Afrique. Pigiste dans le Groupe Canal+, il collabore à l'émission Lundi Basket sur Sport+.
Depuis 2013, il commente les matchs de l'EuroCoupe de basket-ball et de l'Euroligue féminine de basket-ball sur l'Équipe 21,.
Youcef Ouldyassia travaille depuis pour la NBA directeur du contenu pour le projet The BAL.

## Clubs
- 1993 - 1994 :  Caen (Pro B) espoir
- 1994 - 1995 :  Montpellier (Pro A)
- 1995 - 1997 :  Chalon-sur-Saône (Pro B puis Pro A)
- 1997 - 1998 :  Ruhr Devils (Basketball-Bundesliga)
- 1998 - 1999 :  Montpellier (Pro A)
- 1999 - 2001 :  Angers (Pro B)
- 2001 - 2002 :  Genève (Ligue Nationale A)
- 2001 - 2002 :  Châlons-en-Champagne (Pro B)
- 2002 - 2004 :  Levallois (Nationale 1)
- 2004 - 2005 :  Nantes (Pro B)
- 2005 - 2006 :  US Pont l'évêque (Excellence régionale)
- 2006 - 2007 : N'a pas joué
- 2007 - 2008 :  Tremblay (Nationale 3)
- 2008 - 2009 :  Levallois (Nationale 3)

## Palmarès

### En club
- Vice-champion de France espoirs en 1994 avec Caen
- All star espoir  avec Caen

- International français en junior, U20, U22 et A'

### Internationalalgérien
- Médaille d'argent au Championnat d'Afrique 2001